# Leptasterias clavispina
Leptasterias clavispina är en sjöstjärneart som beskrevs av Heding 1936. Leptasterias clavispina ingår i släktet Leptasterias och familjen trollsjöstjärnor. Inga underarter finns listade i Catalogue of Life.